# Single numer jeden w roku 2017 (Polska)
Notowania AirPlay – Top, AirPlay – Nowości i AirPlay – TV, publikowane przez Związek Producentów Audio-Video, kompletowane są przez BMAT w oparciu o cotygodniową liczbę odegrań w radio oraz wyświetleń w telewizji. Poniżej znajdują się tabele prezentujące najpopularniejsze single, najwyżej debiutujące nowości oraz najczęściej emitowane teledyski w muzycznych stacjach telewizyjnych w danych tygodniach w roku 2017.

## AirPlay – Top i AirPlay – Nowości
| Data            | AirPlay – Top                                                | AirPlay – Top              | AirPlay – Top | AirPlay – Nowości                                    | AirPlay – Nowości                | AirPlay – Nowości |
| Data            | Wykonawca                                                    | Utwór                      | Źródło        | Wykonawca                                            | Utwór                            | Źródło            |
| --------------- | ------------------------------------------------------------ | -------------------------- | ------------- | ---------------------------------------------------- | -------------------------------- | ----------------- |
| 7 stycznia      | Gromee feat. Mahan Moin                                      | „Spirit”                   | [ 1 ]         | Fly Project feat. Andra                              | „Butterfly”                      | [ 2 ]             |
| 14 stycznia     | C-BooL feat. Giang Pham                                      | „Magic Symphony”           | [ 3 ]         | Bednarek feat. Matheo                                | „Talizman”                       | [ 4 ]             |
| 21 stycznia     | Álvaro Soler feat. Monika Lewczuk                            | „Libre”                    | [ 5 ]         | Ofenbach                                             | „Be Mine”                        | [ 6 ]             |
| 28 stycznia     | Álvaro Soler feat. Monika Lewczuk                            | „Libre”                    | [ 7 ]         | Ania Dąbrowska                                       | „Porady na zdrady (Dreszcze)”    | [ 8 ]             |
| 4 lutego        | Ed Sheeran                                                   | „Shape of You”             | [ 9 ]         | Ed Sheeran                                           | „Castle on the Hill”             | [ 10 ]            |
| 11 lutego       | Ed Sheeran                                                   | „Shape of You”             | [ 11 ]        | Katy Perry feat. Skip Marley                         | „Chained to the Rhythm”          | [ 12 ]            |
| 18 lutego       | Ed Sheeran                                                   | „Shape of You”             | [ 13 ]        | Kasia Cerekwicka                                     | „Bez Ciebie”                     | [ 14 ]            |
| 25 lutego       | Ed Sheeran                                                   | „Shape of You”             | [ 15 ]        | Adam Stachowiak                                      | „Wracam co noc”                  | [ 16 ]            |
| 4 marca         | Ed Sheeran                                                   | „Shape of You”             | [ 17 ]        | Grzegorz Hyży                                        | „O Pani!”                        | [ 18 ]            |
| 11 marca        | Ed Sheeran                                                   | „Shape of You”             | [ 19 ]        | Enrique Iglesias feat. Descemer Bueno, Zion i Lennox | „Súbeme la Radio”                | [ 20 ]            |
| 18 marca        | Ed Sheeran                                                   | „Shape of You”             | [ 21 ]        | Agnieszka Chylińska                                  | „KCACNL”                         | [ 22 ]            |
| 25 marca        | Ed Sheeran                                                   | „Shape of You”             | [ 23 ]        | Sugababes                                            | „Denial”                         | [ 24 ]            |
| 1 kwietnia      | Ed Sheeran                                                   | „Shape of You”             | [ 25 ]        | Anna Wyszkoni                                        | „Nie chcę Cię obchodzić”         | [ 26 ]            |
| 8 kwietnia      | Tiësto feat. Bright Sparks                                   | „On My Way”                | [ 27 ]        | Natalia Szroeder                                     | „Zamienię Cię”                   | [ 28 ]            |
| 15 kwietnia     | Katy Perry feat. Skip Marley                                 | „Chained to the Rhythm”    | [ 29 ]        | Mateusz Ziółko                                       | „Szkło”                          | [ 30 ]            |
| 22 kwietnia     | Katy Perry feat. Skip Marley                                 | „Chained to the Rhythm”    | [ 31 ]        | Ed Sheeran                                           | „Galway Girl”                    | [ 32 ]            |
| 29 kwietnia     | Tiësto feat. Bright Sparks                                   | „On My Way”                | [ 33 ]        | Kasia Popowska                                       | „Tyle tu mam”                    | [ 34 ]            |
| 6 maja          | Grzegorz Hyży                                                | „O Pani!”                  | [ 35 ]        | Kasia Moś                                            | „Flashlight”                     | [ 36 ]            |
| 13 maja         | The Chainsmokers i Coldplay                                  | „Something Just Like This” | [ 37 ]        | Margaret                                             | „What You Do”                    | [ 38 ]            |
| 20 maja         | Grzegorz Hyży                                                | „O Pani!”                  | [ 39 ]        | Shakira                                              | „Me Enamoré”                     | [ 40 ]            |
| 27 maja         | Grzegorz Hyży                                                | „O Pani!”                  | [ 41 ]        | Ewa Farna                                            | „Bumerang”                       | [ 42 ]            |
| 3 czerwca       | Luis Fonsi feat. Daddy Yankee                                | „Despacito”                | [ 43 ]        | Blanche                                              | „City Lights”                    | [ 44 ]            |
| 10 czerwca      | Harry Styles                                                 | „Sign of the Times”        | [ 45 ]        | Miley Cyrus                                          | „Malibu”                         | [ 46 ]            |
| 17 czerwca      | Clean Bandit feat. Zara Larsson                              | „Symphony”                 | [ 47 ]        | AronChupa i Little Sis Nora                          | „Llama In My Living Room”        | [ 48 ]            |
| 24 czerwca      | Harry Styles                                                 | „Sign of the Times”        | [ 49 ]        | Mateusz Ziółko                                       | „Planety”                        | [ 50 ]            |
| 1 lipca         | Harry Styles                                                 | „Sign of the Times”        | [ 51 ]        | Katy Perry feat. Nicki Minaj                         | „Swish Swish”                    | [ 52 ]            |
| 8 lipca         | Shakira                                                      | „Me Enamoré”               | [ 53 ]        | Rudimental feat. James Arthur                        | „Sun Comes Up”                   | [ 54 ]            |
| 15 lipca        | Robin Schulz feat. James Blunt                               | „OK”                       | [ 55 ]        | Zak Abel                                             | „All I Ever Do (Is Say Goodbye)” | [ 56 ]            |
| 22 lipca        | Robin Schulz feat. James Blunt                               | „OK”                       | [ 57 ]        | Ania Dąbrowska                                       | „Nieprawda” (Gromee Remix)       | [ 58 ]            |
| 29 lipca        | Robin Schulz feat. James Blunt                               | „OK”                       | [ 59 ]        | Anna Wyszkoni                                        | „Zanim to powiem”                | [ 60 ]            |
| 5 sierpnia      | Filatov & Karas                                              | „Time Won’t Wait”          | [ 61 ]        | Axwell Λ Ingrosso                                    | „More Than You Know”             | [ 62 ]            |
| 12 sierpnia     | Filatov & Karas                                              | „Time Won’t Wait”          | [ 63 ]        | Rita Ora                                             | „Your Song”                      | [ 64 ]            |
| 19 sierpnia     | Filatov & Karas                                              | „Time Won’t Wait”          | [ 65 ]        | Kungs feat. Olly Murs i Coely                        | „More Mess”                      | [ 66 ]            |
| 26 sierpnia     | Filatov & Karas                                              | „Time Won’t Wait”          | [ 67 ]        | OneRepublic i Seeb                                   | „Rich Love”                      | [ 68 ]            |
| 2 września      | Filatov & Karas                                              | „Time Won’t Wait”          | [ 69 ]        | Rafał Brzozowski                                     | „Już wiem”                       | [ 70 ]            |
| 9 września      | Ania Dąbrowska                                               | „Nieprawda” (Gromee Remix) | [ 71 ]        | U2                                                   | „You’re The Best Thing About Me” | [ 72 ]            |
| 16 września     | Calvin Harris feat. Pharrell Williams, Katy Perry i Big Sean | „Feels”                    | [ 73 ]        | Natalia Szroeder                                     | „Zaprowadź mnie”                 | [ 74 ]            |
| 23 września     | Calvin Harris feat. Pharrell Williams, Katy Perry i Big Sean | „Feels”                    | [ 75 ]        | Hurts                                                | „Ready to Go”                    | [ 76 ]            |
| 30 września     | Pink                                                         | „What About Us”            | [ 77 ]        | Sam Smith                                            | „Too Good at Goodbyes”           | [ 78 ]            |
| 7 października  | Axwell Λ Ingrosso                                            | „More Than You Know”       | [ 79 ]        | Poparzeni Kawą Trzy                                  | „Szukam Cię wszędzie”            | [ 80 ]            |
| 14 października | Axwell Λ Ingrosso                                            | „More Than You Know”       | [ 81 ]        | Poparzeni Kawą Trzy                                  | „Szukam Cię wszędzie”            | [ 82 ]            |
| 21 października | Axwell Λ Ingrosso                                            | „More Than You Know”       | [ 83 ]        | Lady Pank                                            | „Otuleni”                        | [ 84 ]            |
| 28 października | Zayn feat. Sia                                               | „Dusk Till Dawn”           | [ 85 ]        | Jessie Ware                                          | „Alone”                          | [ 86 ]            |
| 4 listopada     | Ania Dąbrowska                                               | „Z Tobą nie umiem wygrać”  | [ 87 ]        | Kaen feat. Ewa Farna                                 | „Echo”                           | [ 88 ]            |
| 11 listopada    | Zayn feat. Sia                                               | „Dusk Till Dawn”           | [ 89 ]        | Post Malone feat. 21 Savage                          | „Rockstar”                       | [ 90 ]            |
| 18 listopada    | Ania Dąbrowska                                               | „Z Tobą nie umiem wygrać”  | [ 91 ]        | Gromee feat. Lukas Meijer                            | „Without You”                    | [ 92 ]            |
| 25 listopada    | Zayn feat. Sia                                               | „Dusk Till Dawn”           | [ 93 ]        | Michał Szpak                                         | „Don’t Poison Your Heart”        | [ 94 ]            |
| 2 grudnia       | Ed Sheeran                                                   | „Perfect”                  | [ 95 ]        | Gromee feat. Sound’n’Grace                           | „Zaśnieżone miasta”              | [ 96 ]            |
| 9 grudnia       | Camila Cabello feat. Young Thug                              | „Havana”                   | [ 97 ]        | Jax Jones feat. Ina Wroldsen                         | „Breathe”                        | [ 98 ]            |
| 16 grudnia      | Camila Cabello feat. Young Thug                              | „Havana”                   | [ 99 ]        | Blue Café                                            | „Między nami”                    | [ 100 ]           |
| 23 grudnia      | Camila Cabello feat. Young Thug                              | „Havana”                   | [ 101 ]       | Axwell Λ Ingrosso feat. Trevor Guthrie               | „Dreamer”                        | [ 102 ]           |
| 30 grudnia      | Ed Sheeran                                                   | „Perfect”                  | [ 103 ]       | Sławomir                                             | „Miłość w Zakopanem”             | [ 104 ]           |

## Airplay – TV
| Data            | Wykonawca                                 | Teledysk                          | Źródło  |
| --------------- | ----------------------------------------- | --------------------------------- | ------- |
| 7 stycznia      | C-BooL feat. Giang Pham                   | „Magic Symphony”                  | [ 105 ] |
| 14 stycznia     | Calvin Harris                             | „My Way”                          | [ 106 ] |
| 21 stycznia     | Burak Yeter feat. Danelle Sandoval        | „Tuesday”                         | [ 107 ] |
| 28 stycznia     | Alan Walker                               | „Alone”                           | [ 108 ] |
| 4 lutego        | Clean Bandit feat. Sean Paul i Anne-Marie | „Rockabye”                        | [ 109 ] |
| 11 lutego       | Alan Walker                               | „Alone”                           | [ 110 ] |
| 18 lutego       | Zayn i Taylor Swift                       | „I Don’t Wanna Live Forever”      | [ 111 ] |
| 25 lutego       | Ed Sheeran                                | „Shape of You”                    | [ 112 ] |
| 4 marca         | Ed Sheeran                                | „Shape of You”                    | [ 113 ] |
| 11 marca        | Ed Sheeran                                | „Shape of You”                    | [ 114 ] |
| 18 marca        | Ed Sheeran                                | „Shape of You”                    | [ 115 ] |
| 25 marca        | Zayn i Taylor Swift                       | „I Don’t Wanna Live Forever”      | [ 116 ] |
| 1 kwietnia      | Tiësto feat. Bright Sparks                | „On My Way”                       | [ 117 ] |
| 8 kwietnia      | Ofenbach                                  | „Be Mine”                         | [ 118 ] |
| 15 kwietnia     | Ofenbach                                  | „Be Mine”                         | [ 119 ] |
| 22 kwietnia     | Tiësto feat. Bright Sparks                | „On My Way”                       | [ 120 ] |
| 29 kwietnia     | Tiësto feat. Bright Sparks                | „On My Way”                       | [ 121 ] |
| 6 maja          | Sean Paul feat. Dua Lipa                  | „No Lie”                          | [ 122 ] |
| 13 maja         | Luis Fonsi feat. Daddy Yankee             | „Despacito”                       | [ 123 ] |
| 20 maja         | Luis Fonsi feat. Daddy Yankee             | „Despacito”                       | [ 124 ] |
| 27 maja         | Luis Fonsi feat. Daddy Yankee             | „Despacito”                       | [ 125 ] |
| 3 czerwca       | Luis Fonsi feat. Daddy Yankee             | „Despacito”                       | [ 126 ] |
| 10 czerwca      | Power Play                                | „Co tu się dzieje” (Extended Mix) | [ 127 ] |
| 17 czerwca      | Top Girls                                 | „Mleczko”                         | [ 128 ] |
| 24 czerwca      | Top Girls                                 | „Mleczko”                         | [ 129 ] |
| 1 lipca         | Extazy                                    | „Chciałem być”                    | [ 130 ] |
| 8 lipca         | Extazy                                    | „Chciałem być”                    | [ 131 ] |
| 15 lipca        | Extazy                                    | „Chciałem być”                    | [ 132 ] |
| 22 lipca        | Extazy                                    | „Chciałem być”                    | [ 133 ] |
| 29 lipca        | Extazy                                    | „Chciałem być”                    | [ 134 ] |
| 5 sierpnia      | Extazy                                    | „Chciałem być”                    | [ 135 ] |
| 12 sierpnia     | Boys                                      | „Moja kochana”                    | [ 136 ] |
| 19 sierpnia     | Extazy                                    | „Chciałem być”                    | [ 137 ] |
| 26 sierpnia     | Playboys                                  | „Jak to się stało”                | [ 138 ] |
| 2 września      | Jagoda i Brylant                          | „Przyjdź do mnie dziś”            | [ 139 ] |
| 9 września      | Jagoda i Brylant                          | „Przyjdź do mnie dziś”            | [ 140 ] |
| 16 września     | MeGustar                                  | „Bania”                           | [ 141 ] |
| 23 września     | Imagine Dragons                           | „Thunder”                         | [ 142 ] |
| 30 września     | Imagine Dragons                           | „Thunder”                         | [ 143 ] |
| 7 października  | Imagine Dragons                           | „Thunder”                         | [ 144 ] |
| 14 października | Imagine Dragons                           | „Thunder”                         | [ 145 ] |
| 21 października | Ofenbach vs. Nick Waterhouse              | „Katchi”                          | [ 146 ] |
| 28 października | Kokab                                     | „Got U (Ready Or Not)”            | [ 147 ] |
| 4 listopada     | Kokab                                     | „Got U (Ready Or Not)”            | [ 148 ] |
| 11 listopada    | Ofenbach vs. Nick Waterhouse              | „Katchi”                          | [ 149 ] |
| 18 listopada    | Czadoman                                  | „Zostań tu”                       | [ 150 ] |
| 25 listopada    | Camila Cabello feat. Young Thug           | „Havana”                          | [ 151 ] |
| 2 grudnia       | Camila Cabello feat. Young Thug           | „Havana”                          | [ 152 ] |
| 9 grudnia       | Ed Sheeran                                | „Perfect”                         | [ 153 ] |
| 16 grudnia      | Camila Cabello feat. Young Thug           | „Havana”                          | [ 154 ] |
| 23 grudnia      | Ed Sheeran                                | „Perfect”                         | [ 155 ] |
| 30 grudnia      | Imagine Dragons                           | „Whatever It Takes”               | [ 156 ] |

## Top Dyskoteki
Notowanie Top Dyskoteki przedstawia najpopularniejsze piosenki emitowane w polskich klubach. Publikowane przez Związek Producentów Audio-Video, zestawienia w roku 2017 sporządzane są przez firmę DJ Promotion w oparciu o liczbę odegrań poszczególnych utworów w lokalach.
| Data           | Okres emisji                       | Piosenka                 | Wykonawca                                     | Źródło  |
| -------------- | ---------------------------------- | ------------------------ | --------------------------------------------- | ------- |
| 2 stycznia     | 26 grudnia 2016 – 1 stycznia 2017  | „Magic Symphony”         | C-BooL feat. Giang Pham                       | [ 157 ] |
| 9 stycznia     | 2 stycznia – 8 stycznia 2017       | „Magic Symphony”         | C-BooL feat. Giang Pham                       | [ 158 ] |
| 16 stycznia    | 9 stycznia – 15 stycznia 2017      | „Magic Symphony”         | C-BooL feat. Giang Pham                       | [ 159 ] |
| 23 stycznia    | 16 stycznia – 22 stycznia 2017     | „Magic Symphony”         | C-BooL feat. Giang Pham                       | [ 160 ] |
| 30 stycznia    | 23 stycznia – 29 stycznia 2017     | „Magic Symphony”         | C-BooL feat. Giang Pham                       | [ 161 ] |
| 6 lutego       | 30 stycznia – 5 lutego 2017        | „Magic Symphony”         | C-BooL feat. Giang Pham                       | [ 162 ] |
| 13 lutego      | 6 lutego – 12 lutego 2017          | „Rockabye”               | Clean Bandit feat. Sean Paul i Anne-Marie     | [ 163 ] |
| 20 lutego      | 13 lutego – 19 lutego 2017         | „Magic Symphony”         | C-BooL feat. Giang Pham                       | [ 164 ] |
| 27 lutego      | 20 lutego – 26 lutego 2017         | „Shape of You”           | Ed Sheeran                                    | [ 165 ] |
| 6 marca        | 27 lutego – 5 marca 2017           | „Shape of You”           | Ed Sheeran                                    | [ 166 ] |
| 13 marca       | 6 marca – 12 marca 2017            | „Shape of You”           | Ed Sheeran                                    | [ 167 ] |
| 20 marca       | 13 marca – 19 marca 2017           | „Shape of You”           | Ed Sheeran                                    | [ 168 ] |
| 27 marca       | 20 marca – 26 marca 2017           | „Shape of You”           | Ed Sheeran                                    | [ 169 ] |
| 3 kwietnia     | 27 marca – 2 kwietnia 2017         | „Shape of You”           | Ed Sheeran                                    | [ 170 ] |
| 10 kwietnia    | 3 kwietnia – 9 kwietnia 2017       | „Shape of You”           | Ed Sheeran                                    | [ 171 ] |
| 17 kwietnia    | 10 kwietnia – 16 kwietnia 2017     | „Be Mine”                | Ofenbach                                      | [ 172 ] |
| 24 kwietnia    | 17 kwietnia – 23 kwietnia 2017     | „Shape of You”           | Ed Sheeran                                    | [ 173 ] |
| 1 maja         | 24 kwietnia – 30 kwietnia 2017     | „Shape of You”           | Ed Sheeran                                    | [ 174 ] |
| 8 maja         | 1 maja – 7 maja 2017               | „Despacito”              | Luis Fonsi i Daddy Yankee feat. Justin Bieber | [ 175 ] |
| 15 maja        | 8 maja – 14 maja 2017              | „Despacito”              | Luis Fonsi i Daddy Yankee feat. Justin Bieber | [ 176 ] |
| 22 maja        | 15 maja – 21 maja 2017             | „Despacito”              | Luis Fonsi i Daddy Yankee feat. Justin Bieber | [ 177 ] |
| 29 maja        | 22 maja – 28 maja 2017             | „Despacito”              | Luis Fonsi i Daddy Yankee feat. Justin Bieber | [ 178 ] |
| 5 czerwca      | 29 maja – 4 czerwca 2017           | „Despacito”              | Luis Fonsi i Daddy Yankee feat. Justin Bieber | [ 179 ] |
| 12 czerwca     | 5 czerwca – 11 czerwca 2017        | „Despacito”              | Luis Fonsi i Daddy Yankee feat. Justin Bieber | [ 180 ] |
| 19 czerwca     | 12 czerwca – 18 czerwca 2017       | „Despacito”              | Luis Fonsi i Daddy Yankee feat. Justin Bieber | [ 181 ] |
| 26 czerwca     | 19 czerwca – 25 czerwca 2017       | „Despacito”              | Luis Fonsi i Daddy Yankee feat. Justin Bieber | [ 182 ] |
| 3 lipca        | 26 czerwca – 2 lipca 2017          | „Despacito”              | Luis Fonsi i Daddy Yankee feat. Justin Bieber | [ 183 ] |
| 10 lipca       | 3 lipca – 9 lipca 2017             | „Despacito”              | Luis Fonsi i Daddy Yankee feat. Justin Bieber | [ 184 ] |
| 17 lipca       | 10 lipca – 16 lipca 2017           | „Despacito”              | Luis Fonsi i Daddy Yankee feat. Justin Bieber | [ 185 ] |
| 24 lipca       | 17 lipca – 23 lipca 2017           | „Despacito”              | Luis Fonsi i Daddy Yankee feat. Justin Bieber | [ 186 ] |
| 31 lipca       | 24 lipca – 30 lipca 2017           | „Despacito”              | Luis Fonsi i Daddy Yankee feat. Justin Bieber | [ 187 ] |
| 7 sierpnia     | 31 lipca – 6 sierpnia 2017         | „Despacito”              | Luis Fonsi i Daddy Yankee feat. Justin Bieber | [ 188 ] |
| 14 sierpnia    | 7 sierpnia – 13 sierpnia 2017      | „Despacito”              | Luis Fonsi i Daddy Yankee feat. Justin Bieber | [ 189 ] |
| 21 sierpnia    | 14 sierpnia – 20 sierpnia 2017     | „Despacito”              | Luis Fonsi i Daddy Yankee feat. Justin Bieber | [ 190 ] |
| 28 sierpnia    | 21 sierpnia – 27 sierpnia 2017     | „Despacito”              | Luis Fonsi i Daddy Yankee feat. Justin Bieber | [ 191 ] |
| 4 września     | 28 sierpnia – 3 września 2017      | „Despacito”              | Luis Fonsi i Daddy Yankee feat. Justin Bieber | [ 192 ] |
| 11 września    | 4 września – 10 września 2017      | „Time Won’t Wait”        | Filatov & Karas                               | [ 193 ] |
| 18 września    | 11 września – 17 września 2017     | „Despacito”              | Luis Fonsi i Daddy Yankee feat. Justin Bieber | [ 194 ] |
| 25 września    | 18 września – 24 września 2017     | „DJ Is Your Second Name” | C-BooL feat. Giang Pham                       | [ 195 ] |
| 2 października | 25 września – 1 października 2017  | „Miłość w Zakopanem”     | Sławomir                                      | [ 196 ] |
| 7 listopada    | 31 października – 6 listopada 2017 | „Katchi”                 | Ofenbach vs. Nick Waterhouse                  | [ 197 ] |
| 14 listopada   | 7 listopada – 13 listopada 2017    | „Katchi”                 | Ofenbach vs. Nick Waterhouse                  | [ 198 ] |
| 21 listopada   | 14 listopada – 20 listopada 2017   | „Katchi”                 | Ofenbach vs. Nick Waterhouse                  | [ 199 ] |
| 28 listopada   | 21 listopada – 27 listopada 2017   | „Katchi”                 | Ofenbach vs. Nick Waterhouse                  | [ 200 ] |
| 5 grudnia      | 28 listopada – 4 grudnia 2017      | „Katchi”                 | Ofenbach vs. Nick Waterhouse                  | [ 201 ] |
| 12 grudnia     | 5 grudnia – 11 grudnia 2017        | „Katchi”                 | Ofenbach vs. Nick Waterhouse                  | [ 202 ] |
| 19 grudnia     | 12 grudnia – 18 grudnia 2017       | „Katchi”                 | Ofenbach vs. Nick Waterhouse                  | [ 203 ] |
| 26 grudnia     | 19 grudnia – 25 grudnia 2017       | „Miłość w Zakopanem”     | Sławomir                                      | [ 204 ] |